# پارامترهای استوکس
پارامترهای استوکس مجموعه‌ای از مقادیری هستند که حالت قطبش تابش الکترومغناطیسی را توصیف می‌کنند. این پارامترها توسط سر جرج گابریل استوکس، بارونت اول در سال ۱۸۵۲، به عنوان یک جایگزین مناسب برای توصیف ریاضی تابش همدوسی یا تابش قطبیده جزئی بر حسب شدت کل آن(I)، درجه (نسبت) قطبش(p) و پارامترهای شکل بیضی قطبش تعریف شده‌اند.

## تعریف

بیضی قطبش

کره پوانکاره

ارتباط پارامترهای استوکس S0و S1و S2و S3 با شدت و پارامترهای بیضی قطبش در رابطه پایین و شکل سمت راست نشان داده شده‌است:
{\displaystyle {\begin{aligned}S_{0}&=I\\S_{1}&=Ip\cos 2\psi \cos 2\chi \\S_{2}&=Ip\sin 2\psi \cos 2\chi \\S_{3}&=Ip\sin 2\chi \end{aligned}}}
در اینجا {\displaystyle Ip} و {\displaystyle 2*\psi } و {\displaystyle 2*\chi } و مختصات‌های کروی بردار سه بعدی {\displaystyle (S_{1},S_{2},S_{3})} در مختصات دکارتی هستند. I شدت کل پرتو و p درجه قطبش است که در بازه ۰ تا ۱ محدود شده‌است. اطلاعات فاز نور قطبیده توسط پارامترهای استوکس مشخص نشده‌است. روابط بالا را می‌توان به شکل زیر نیز نوشت:
{\displaystyle {\begin{aligned}I&=S_{0}\\p&={\frac {\sqrt {S_{1}^{2}+S_{2}^{2}+S_{3}^{2}}}{S_{0}}}\\2\psi &=\mathrm {arctan} {\frac {S_{2}}{S_{1}}}\\2\chi &=\mathrm {arctan} {\frac {S_{3}}{\sqrt {S_{1}^{2}+S_{2}^{2}}}}\\\end{aligned}}}

## نمایش در یک نقطه ثابت
در یک نقطه ثابت(x,y) پارامترهای استوکس را می‌توان از معادلات زیر برست آورد:
{\displaystyle {\begin{aligned}I&=|E_{x}|^{2}+|E_{y}|^{2},\\Q&=|E_{x}|^{2}-|E_{y}|^{2},\\U&=2\mathrm {Re} (E_{x}E_{y}^{*}),\\V&=-2\mathrm {Im} (E_{x}E_{y}^{*}),\\\end{aligned}}}

## ویژگی‌ها
برای تابش همدوس تک فرکانس، رابطه زیر را داریم:
{\displaystyle S_{1}^{2}+S_{2}^{2}+S_{3}^{2}=I^{2}}
برای پرتوی تابش غیر همدوس، رابطه بالا به شکل زیر است:
{\displaystyle S_{1}^{2}+S_{2}^{2}+S_{3}^{2}\leq I^{2}}